# گالری ساعتچی
گالری ساعتچی (به انگلیسی: Saatchi Gallery) یکی از گالری‌های هنری لندن پایتخت انگلستان است که در ۱۹۸۵ توسط چارلز ساعتچی بنیان گذاشته شد. 
شهرت این گالری به‌واسطهٔ نمایش آثار بحث‌برانگیزی از هنر معاصر است که توسط هنرمندانی نسبتاً ناشناخته خلق شده‌اند. در سال ۱۹۹۲ نمایشگاهی با عنوان هنرمندان جوان بریتانیایی در این گالری برگزار و تا چند سال به‌طور ثابت تکرار گردید که درنتیجهٔ آن هنرمندانی همچون دیمین هرست و تریسی امین به شهرت دست‌یافتند.
گالری ساعتچی نخست در جادهٔ باوندری در سنت جانز وود واقع بود اما در ۲۰۰۳ آنرا به ساختمان کانتی هال در وست‌مینستر منتقل کردند. این ساختمان که در ساحل جنوبی رود تیمز و روبروی پارلمان انگلستان واقع است تا سال ۱۹۸۶ دفتر اصلی دولت محلی لندن بود اما پس از انحلال شورای لندن بزرگ در آن سال این ساختمان به یک شرکت خصوصی فروخته شد و سپس در آن دو هتل، یک رستوران و گالری ساعتچی دایر گردید. با این حال گالری ساعتچی در سال ۲۰۰۸ به ستاد دوک یورک در کینگز رود نقل مکان داده شد که ساختمان جدید دارای سه طبقه و فضایی بیش از ۷۰ هزار فوت مربع برای نمایش آثار این گالری است. این بنا که در چلسی لندن قرار دارد در سال ۱۸۰۳ میلادی برای دوک یورک طراحی و ساخته شده بود.
قرار است گالری ساعتچی در سال ۲۰۱۲ میلادی به مردم واگذار شود و نامش نیز به موزهٔ هنر معاصر تغییر یابد.